# Le papere di Bugs
Le papere di Bugs ((Blooper) Bunny!) è un cortometraggio televisivo d'animazione della serie Merrie Melodies, co-sceneggiato e diretto da Greg Ford e Terry Lennon. È una parodia degli speciali trasmessi nel 1990 per il 50º anniversario della creazione di Bugs Bunny. Prodotto nel 1991, il corto era previsto per la distribuzione cinematografica in abbinamento al film Rover e Daisy, ma fu invece trasmesso su Cartoon Network sei anni dopo, il 13 giugno 1997, in apertura della maratona June Bugs. È l'ultimo corto della serie Merrie Melodies, e l'ultimo lavoro di Ford e Lennon per la Warner.

## Trama

La posa finale dell'esibizione

Il cartone animato si apre con un breve speciale che celebra i 51 anni e mezzo di Bugs. Una volta terminato, viene mostrato ciò che è accaduto prima quel giorno, con uno sguardo nel backstage dei personaggi. Bugs viene mostrato mentre prova la sua unica battuta nello speciale, Taddeo mentre cerca di usare il minoxidil per farsi ricrescere i capelli, mentre Daffy Duck e Yosemite Sam vengono mostrati solo mentre procedono a malincuore nei preparativi, lamentandosi senza sosta fino a quando non vengono chiamati al loro posto dal regista. Tentano una performance, che si traduce in una serie di "blooper" animati. All'undicesimo ciak la spettacolare esibizione viene fatta perfettamente, tranne per il fatto che un razzo, attaccato alla cintura di Sam, lo fa volare prima di schiantarsi contro la cinepresa. Sam quindi grida una serie di insulti a Bugs, prima di essere messo a tacere da un oggetto di vetro. Bugs suggerisce quindi di sistemare la scena nel montaggio.

## Personaggi e doppiatori
| Personaggio  | Doppiatore originale | Doppiatore italiano |
| ------------ | -------------------- | ------------------- |
| Bugs Bunny   | Jeff Bergman         | Massimo Giuliani    |
| Daffy Duck   | Jeff Bergman         | Marco Mete          |
| Taddeo       | Jeff Bergman         | Marco Bresciani     |
| Yosemite Sam | Jeff Bergman         | Vittorio Amandola   |
| Regista      | Gordon Hunt          | Alberto Caneva      |

## Distribuzione

### Edizione italiana
L'edizione italiana del cortometraggio fu trasmessa su Rai 2 negli anni 2000; il doppiaggio fu eseguito dalla Time Out Cin.ca e diretto da Massimo Giuliani.

### Edizioni home video
Il corto fu pubblicato in DVD-Video in America del Nord come contenuto speciale nel primo disco della raccolta Looney Tunes Golden Collection: Volume 1 (intitolato Best of Bugs Bunny) distribuita il 28 ottobre 2003, dove è visibile anche con un commento audio di Greg Ford; il DVD fu ristampato singolarmente il 1º aprile 2014 col titolo Bugs Bunny and Friends, mentre fu pubblicato in Italia il 2 dicembre 2003 nella collana Looney Tunes Collection, col titolo Bugs Bunny. Nel DVD il corto è presentato in inglese con sottotitoli.